# Château de Didonne
 (juillet 2022).
Si vous disposez d'ouvrages ou d'articles de référence ou si vous connaissez des sites web de qualité traitant du thème abordé ici, merci de compléter l'article en donnant les références utiles à sa vérifiabilité et en les liant à la section « Notes et références ».
Le château de Didonne est un château situé sur la commune de Semussac sur l'Allée du Château à 10 kilomètres au sud-est de Royan en France.

## Historique
Le château de Didonne a été construit durant la première moitié du XVIIIe siècle et a été occupé jusqu’en  1771, par le marquis Jean Charles de Saint-Nectaire devenue maréchal de France en 1757. En 2019, il fut rénové en un hôtel de charme composé de dix chambres et d'un restaurant.